# Лапсеки
Лапсеки (тур. Lapseki) — город (11,6 тыс., 2015 г.) и район в Турции, провинция Чанаккале.
Район известен своими вишнями, в городе ежегодно проводится «вишнёвый фестиваль».
К 2023 году, в рамках строительства транспортного кольца вокруг Мраморного моря, планируется возведение моста «Чанаккале-1915» через пролив Дарданеллы, который свяжет города Лапсеки и Гелиболу (провинция Чанаккале).

## История
Город основан греческими колонистами. В древности назывался Питиусса, затем Лампсак.